# Джим Моррісон (хокеїст)
Джим Моррісон (англ. Jim Morrison, нар. 11 жовтня 1931, Монреаль) — канадський хокеїст, що грав на позиції захисника.

## Ігрова кар'єра
Професійну хокейну кар'єру розпочав 1952 року.
Протягом професійної клубної ігрової кар'єри, що тривала 22 років, захищав кольори команд «Бостон Брюїнс», «Торонто Мейпл-Ліфс», «Детройт Ред-Вінгс», «Нью-Йорк Рейнджерс» та «Піттсбург Пінгвінс».
Всього провів 704 матчі в НХЛ, включаючи 36 ігор в плей-оф Кубка Стенлі.

## Тренерська кар'єра
Після виходу на пенсію, протягом семи сезонів, був тренером «Кіченер Рейнджерс».